# Isidre Gili i Moncunill
Isidre Gili i Moncunill (Barcelona, 14 de julio de 1869-1945) fue un arquitecto modernista español. 

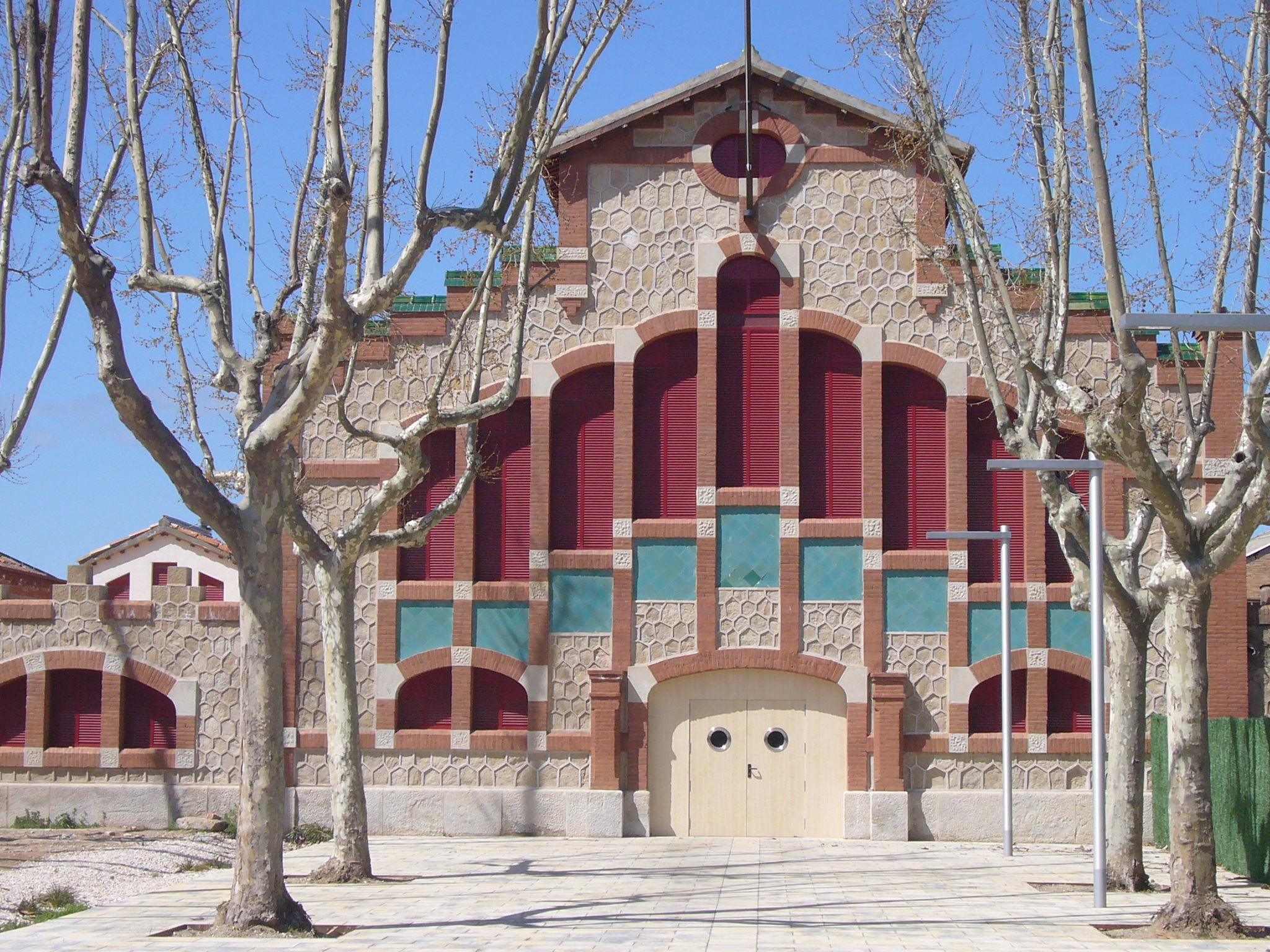
Matadero de Igualada (1902-1905)

Estudió en la Escuela Técnica Superior de Arquitectura de Barcelona, donde se tituló en 1893. Trabajó primero como arquitecto del Servicio Técnico del Ayuntamiento de Barcelona. Posteriormente fue arquitecto municipal de Igualada, donde fue autor del Matadero (1902-1905, con Pau Salvat), la casa Sistaré (1903), la casa Farré (1904), la casa Serra (1904), la casa Franquesa (1905) y Cal Ratés (1908). Colaboró también con Pau Salvat en el Casino Principal de Lérida (1913-1920). Fue autor también de la casa Garrigosa en Logroño (1902), en estilo neoplateresco con elementos modernistas, como los revestimientos cerámicos y los esgrafiados de la fachada y escalera.